# 塔尼斯的大狮身人面像

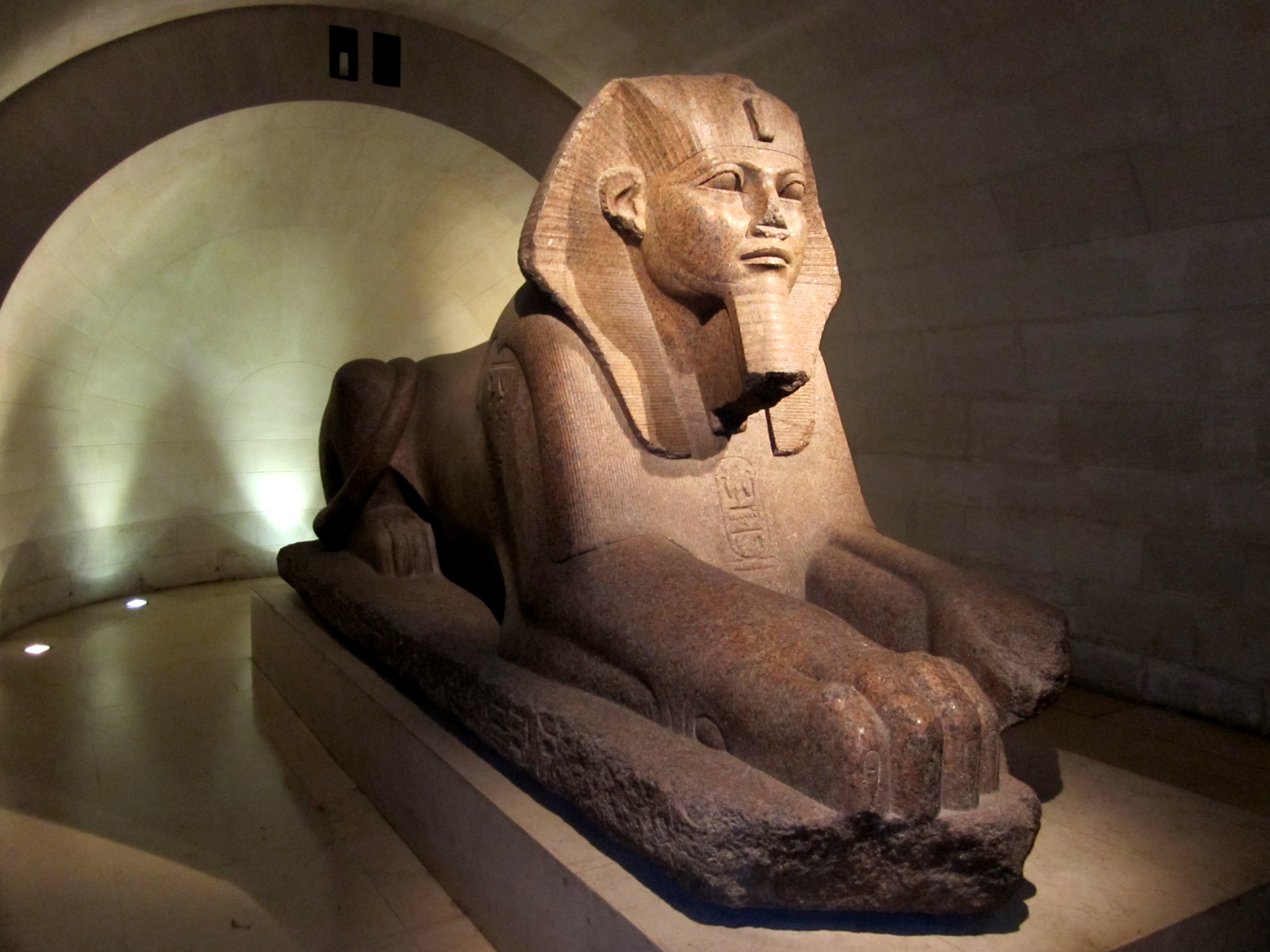
塔尼斯的大狮身人面像

塔尼斯的大狮身人面像是一座古埃及的花岗岩雕塑，这个雕像采用大理石雕刻，精美美观，很庄严肃穆。其历史可以追溯到公元前26世纪。它是在埃及第21王朝和第23王朝首都塔尼斯的阿蒙-拉神庙遗址中发现的。相比阿蒙-拉神庙，这座狮身人面像的完成时间要早得多，但具体完成时间仍存在着争论，主要有两种观点，一种认为雕像完成于于第四王朝，另一种则认为完成于第十二王朝。其原始铭文上仅存有关法老阿蒙涅姆赫特二世（第十二王朝）、麦伦普塔（第十九王朝）和舍顺克一世（第二十二王朝）的部分。
1826年，卢浮宫从著名埃及学家亨利·索尔特的收藏中收购了这座狮身人面像。这次收购是由让-弗朗索瓦·商博良代表法国政府完成的。最初卢浮宫计划将其放置在室外的卡雷中庭，但该计划并未实施。相反，狮身人面像在博物馆的室内庭院中展出，这次展出从1828年一直持续到了1848年，放置狮身人面像的庭院也被称为斯芬克斯庭院。随后，狮身人面像被迁至亨利六世画廊，这座画廊目前仍是卢浮宫埃及馆区的重要展厅。20世纪30年代中期，狮身人面像被转移到建筑师阿尔伯特·费兰 (Albert Ferran) 设计建造连接卡雷中庭南翼的两半部分地下室中，直到今天，这座狮身人面像没有再被移动过。

## 其他相关
- 孟菲斯狮身人面像